# Glyphidrilus chiangraiensis
Glyphidrilus chiangraiensis é uma espécie de minhoca da família Almidae, sendo encontrada na costa do Rio Mekong, na Tailândia. Foi descrita no dia 3 de maio de 2017, na revista científica ZooKeys, onde é diferenciada de outras espécies pela posição do seu clitelo na lateral do corpo e pelo fato de seus poros genitais não serem visíveis. Possui 158 milímetros de comprimento, três de diâmetro do corpo e quatro na região do clitelo. Seu corpo possui, em média, 282 segmentos. Sua pele normalmente é marrom, porém pode haver variações entre o vermelho e o rosa. Possuem cinco pares de corações, quatro pares de vesículas seminais e dois pares de ovários. Seu epíteto específico é uma referência a província de Chiang Rai, local onde a espécie foi encontrada.